# Cornelis Claesz. van Wieringen

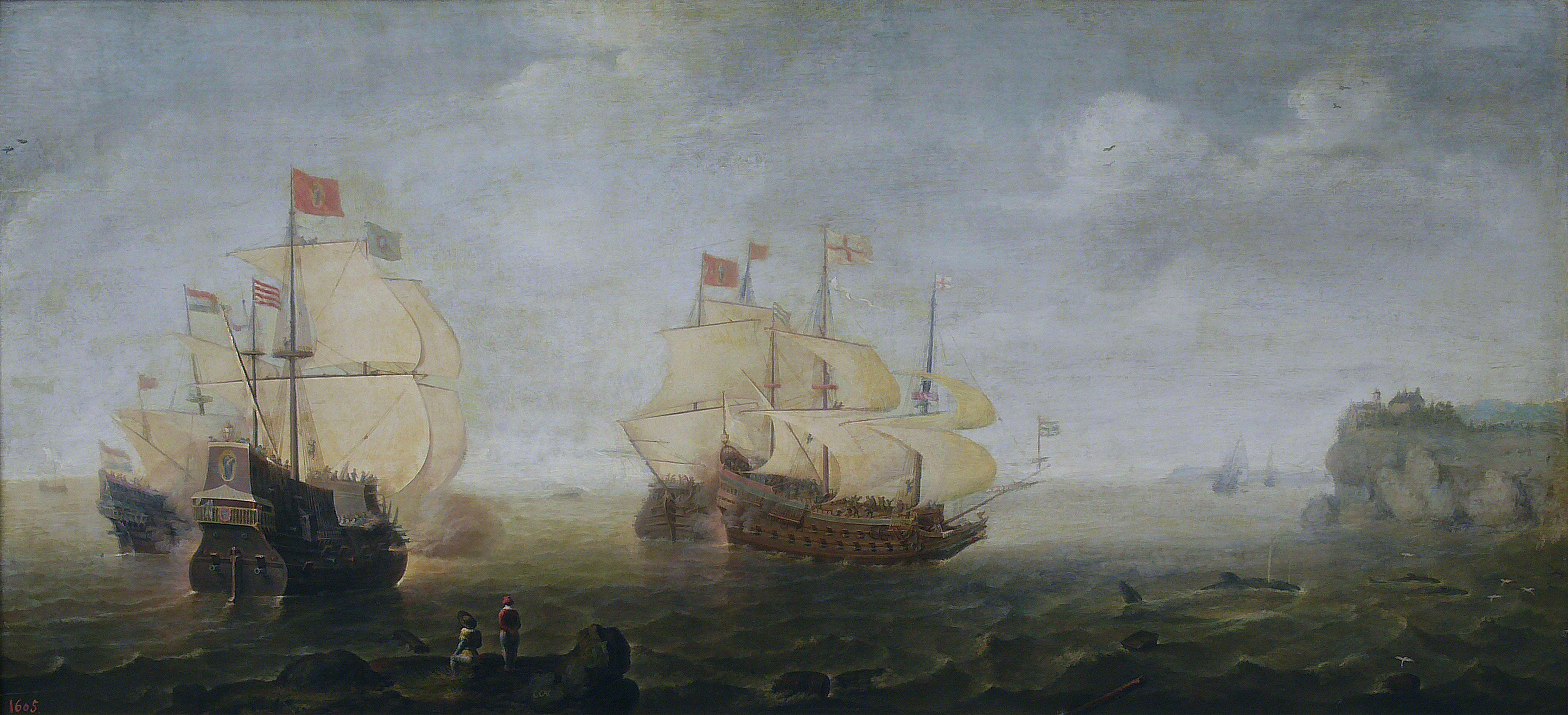
Combate naval, óleo sobre tabla, 40 x 90 cm, Madrid, Museo del Prado.

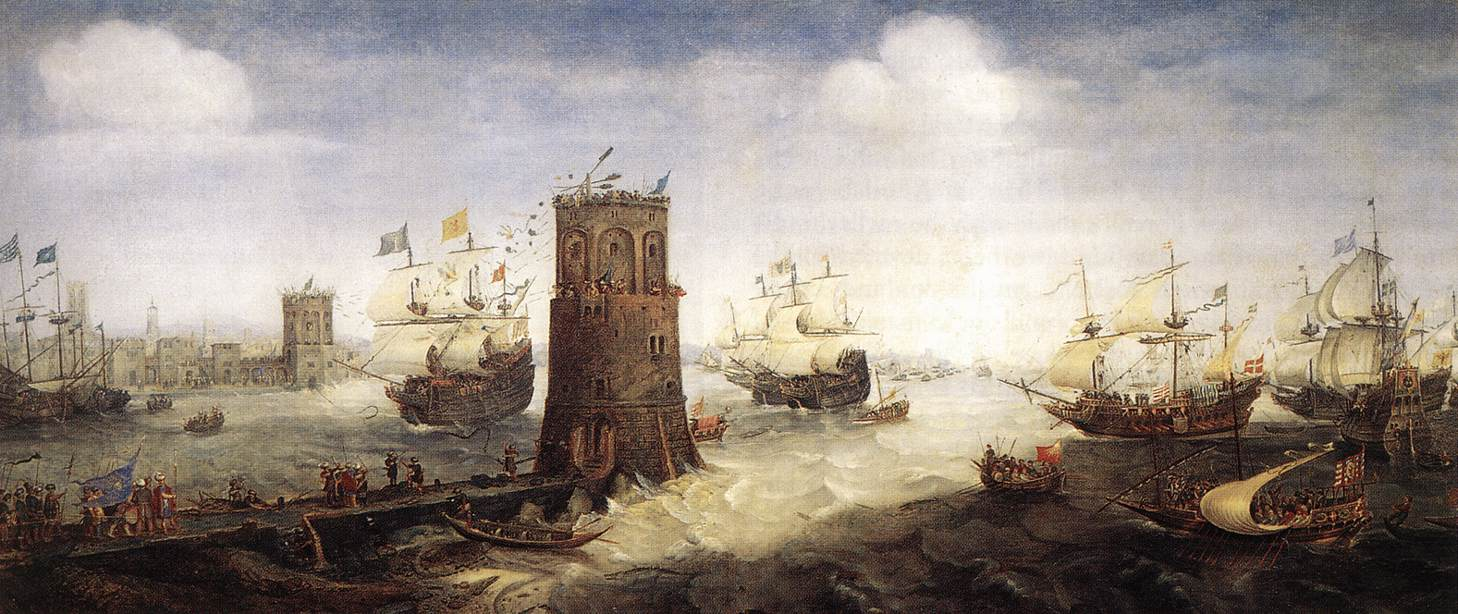
Un navío de Haarlem rompe las cadenas del puerto de Damieta durante la Quinta Cruzada, 101 x 230 cm, Haarlem, Museo Frans Hals.

Cornelis Claesz. van Wieringen (Haarlem, c. 1577 - 1633) fue un dibujante, pintor y grabador holandés especializado en la pintura de marinas.

## Biografía
Hijo de un capitán de Haarlem, en 1597 se inscribió en el gremio de San Lucas de su ciudad natal, para lo que era requisito haber cumplido los veintiún años, lo que parece indicar que pudo haber nacido poco antes de 1577. Integrado en el gremio, llegó a ser su decano en varias ocasiones. No hay evidencias de que realizase su aprendizaje con Hendrick Vroom, a quien le unen ciertas semejanzas estilísticas. Pudo serlo en cambio de Hendrick Goltzius, que abrió grabados de algunas de sus pinturas y a quien aparece estrechamente vinculado junto con Cornelis van Haarlem. 
Especializado en paisajes marinos y combates navales, trabajó entre otras instituciones para el ayuntamiento de Haarlem y para el almirantazgo de Ámsterdam, que le encargaron obras en ocasiones de fuerte connotación política y patriótica, como se pone de manifiesto en la Batalla de Gibraltar, óleo destinado a conmemorar la victoria de la flota holandesa sobre la española en la bahía de Gibraltar en 1607, encargado por la marina holandesa para regalárselo al príncipe Mauricio de Nassau. Otra versión de la misma batalla, fechada en 1621, antiguamente atribuida a Hendrick Vroom, guarda el Rijksmuseum de Ámsterdam, recogiendo la explosión del buque insignia español.
Una de sus pinturas más célebres, propiedad del Museo Frans Hals de Haarlem, es la que representa la entrada de un barco de Haarlem en el puerto de Damieta, en la desembocadura del Nilo, cerrado por una cadena; se trata de un hecho legendario de la Quinta Cruzada que pintó por encargo del ayuntamiento de Haarlem, interesado en su conmemoración. Un primer pago al pintor se hizo en abril de 1629, pero además a partir de su pintura se realizaron vidrieras y tapices espléndidamente pagados también por el ayuntamiento donde se conserva el gran tapiz de más de diez metros de largo.
El Museo del Prado, procedente de la colección real, conserva un Combate naval entre dos navíos holandeses y otros dos españoles, fácilmente distinguibles estos por las imágenes de la Inmaculada Concepción que utilizan como enseña, en las proximidades de la costa y con el horizonte bajo, lo que indica una fecha de realización no anterior a 1620.